# 庫卡 (巴瓦省)
庫卡（Kouka）為位在布吉納法索的城鎮，由布克萊迪穆翁大區巴瓦省庫卡縣管轄。該城鎮為庫卡縣的首府。2012年人口普查中該城鎮人口有26,050人。

## 外部連結
- 庫卡 (巴瓦省)位于GEOnet名称服务的结果